# لورين بوث
لورين بوث (بالإنجليزية: Lauren Booth)‏ (مواليد 22 يوليو 1967، لندن) صحافية بريطانية، اشتهرت في العالم كناشطة في مجال حقوق الإنسان ومعارضة لغزو العراق عام 2003 وحصار غزة، وهي من أشد المنتقدين لسياسة زوج أختها رئيس الوزراء البريطاني الأسبق توني بلير. حصلت في عام 2008 على الجنسية الفلسطينية من رئيس الوزراء الفلسطيني إسماعيل هنية، وقد قامت بعدة زيارات إلى قطاع غزة والضفة الغربية.

## قصة اسلامها
بعد مشهدين فلسطينيين كان للاحتلال الإسرائيلي الإسهام الجيد في تجلية وإظهار صورته الحقيقة من خلالهما في ذهن الصحفية لورين بوث أولهما في بلعين وقلنديا وثانيهما في معبر ايرز توجهت لورين إلى معبر رفح للعبور وهناك أجرت مقابلة صحفية مع ربة عائلة فلسطينية "من عائلات المقاومة " تقول لورين وتضيف هذه العائلة "مكونة من عشرة أشخاص وتعيش في غرفة واحدة.
- كيف وجدت حال هذه العائلة ؟

- وجدتها في حالة يرثى لها من الفقر وقلة ذات اليد، حتى أنها لا تجد كفاف يومها ولكن مع ذلك كانت المرأة مسرورة وفرحة جدا، السعادة تغمر البيت (الغرفة) سعادة لا نجدها في قصور الملوك والأثرياء كانت الأيام أيام صيف رمضاني فسألتها لماذا يجعلك ربك تصومين في حر الصيف هذا عندئذ صمتت ونظرت إليّ وقالت بلهجة الواثق من نفسه : نحن نصوم حتى نتذكر الفقراء !!! (في هذه اللحظات خيم صمت رهيب على محيطيّ ممن كانوا يستمعون لهذا اللقاء وتحولت لغة الكلام من حركات الألسن والشفاه إلى درر العيون والمآقي وبدأت عيون الرجال تذرف دمعا على حال عائلة فلسطينية لا تملك من حطام الدنيا سوى غرفة تأوي عشرة أنفار لا يجدون قوت يومهم وربة الأسرة تقول إنها تصوم تضامنا مع الفقراء، انه غنى من نوع آخر لا يعلمه إلا من لامست حرارة الإيمان قلبه)..
- كيف تلقت عائلتك نبأ إسلامك ؟

- أنا عندي ابنتان الصغيرة هولي (8 سنوات) والكبيرة الكسندرا (10 سنوات) في اللحظة التي أخبرتهما الخبر قلن لدينا ثلاثة أسئلة أما الأول فهو هل ستبقين أمنا، أم ستتركينا قلت بل سأبقى وسأكون أما أفضل من ذي قبل، السؤال الثاني هل ستشربين الخمر ؟ قلت لا فصرخن من الفرح، السؤال الثالث : هل ستلبسين الثياب القصيرة ؟ سالت لماذا ؟ فقلن لان اللباس القصير يحرجنا عندما نذهب إلى المدرسة، وأجبت لن البس الثياب القصيرة بعد اليوم ففرحن كثيرا حتى حد الصراخ وقلن نحن نحب الإسلام (الطفلتان هولي والكسندرا متحجبات).".

## روابط خارجية
- لورين بوث على موقع IMDb (الإنجليزية)
- لورين بوث على موقع أول موفي (الإنجليزية)
- لورين بوث على موقع قاعدة بيانات الأفلام السويدية (السويدية)
- لورين بوث على موقع كينوبويسك (الروسية)